# Oskořínek
Oskořínek – gmina w Czechach, w powiecie Nymburk, w kraju środkowoczeskim. Według danych z dnia 1 stycznia 2013 liczyła 546 mieszkańców.
W miejscowości jest przystanek kolejowy Oskořínek.